# 邁卡擬花鮨
邁卡擬花鮨，為輻鰭魚綱鱸形目鱸亞目鮨科的其中一種，分布於中西太平洋印尼海域，棲息深度可達52公尺，體長可達5.6公分，生活在珊瑚礁區，生活習性不明。

## 擴展閱讀
維基物種上的相關：邁卡擬花鮨